# Landisacq
Landisacq è un comune francese di 781 abitanti, situato nel dipartimento dell'Orne nella regione della Normandia.

## Società

### Evoluzione demografica
Abitanti censiti